# آندریا سیتادینو
آندریا سیتادینو (انگلیسی: Andrea Cittadino؛ زادهٔ ۲۵ آوریل ۱۹۹۴) بازیکن فوتبال اهل ایتالیا است.
وی همچنین در تیم ملی فوتبال زیر ۱۸ سال ایتالیا بازی کرده‌است.